# Sans laisser d'adresse
Sans laisser d'adresse is een Franse dramafilm uit 1951 onder regie van Jean-Paul Le Chanois. Hij won met deze film de Gouden Beer op het filmfestival van Berlijn.

## Verhaal
Thérèse is een ongehuwde moeder. Ze gaat met behulp van een taxichauffeur de vader van haar kind zoeken in Parijs. Als Thérèse ontdekt dat hij getrouwd is, wil ze zelfmoord plegen. De taxichauffeur schiet haar te hulp.

## Rolverdeling
| Acteur          | Personage                          |
| --------------- | ---------------------------------- |
| Bernard Blier   | Émile Gauthier                     |
| Danièle Delorme | Thérèse Ravenaz                    |
| Pierre Trabaud  | Gaston                             |
| Arlette Marchal | madame Forestier                   |
| Pierre Mondy    | vriend van Forestier               |
| Juliette Gréco  | zangeres                           |
| Paul Ville      | Victor                             |
| Yvette Étiévant | Adrienne Gauthier                  |
| Sophie Leclair  | Raymonde                           |
| Gérard Oury     | journalist                         |
| France Roche    | Catherine                          |
| Michel Piccoli  | journalist                         |
| Louis de Funès  | toekomstige vader in de wachtkamer |
| Simone Signoret | journaliste (figurante)            |